# Баланіт

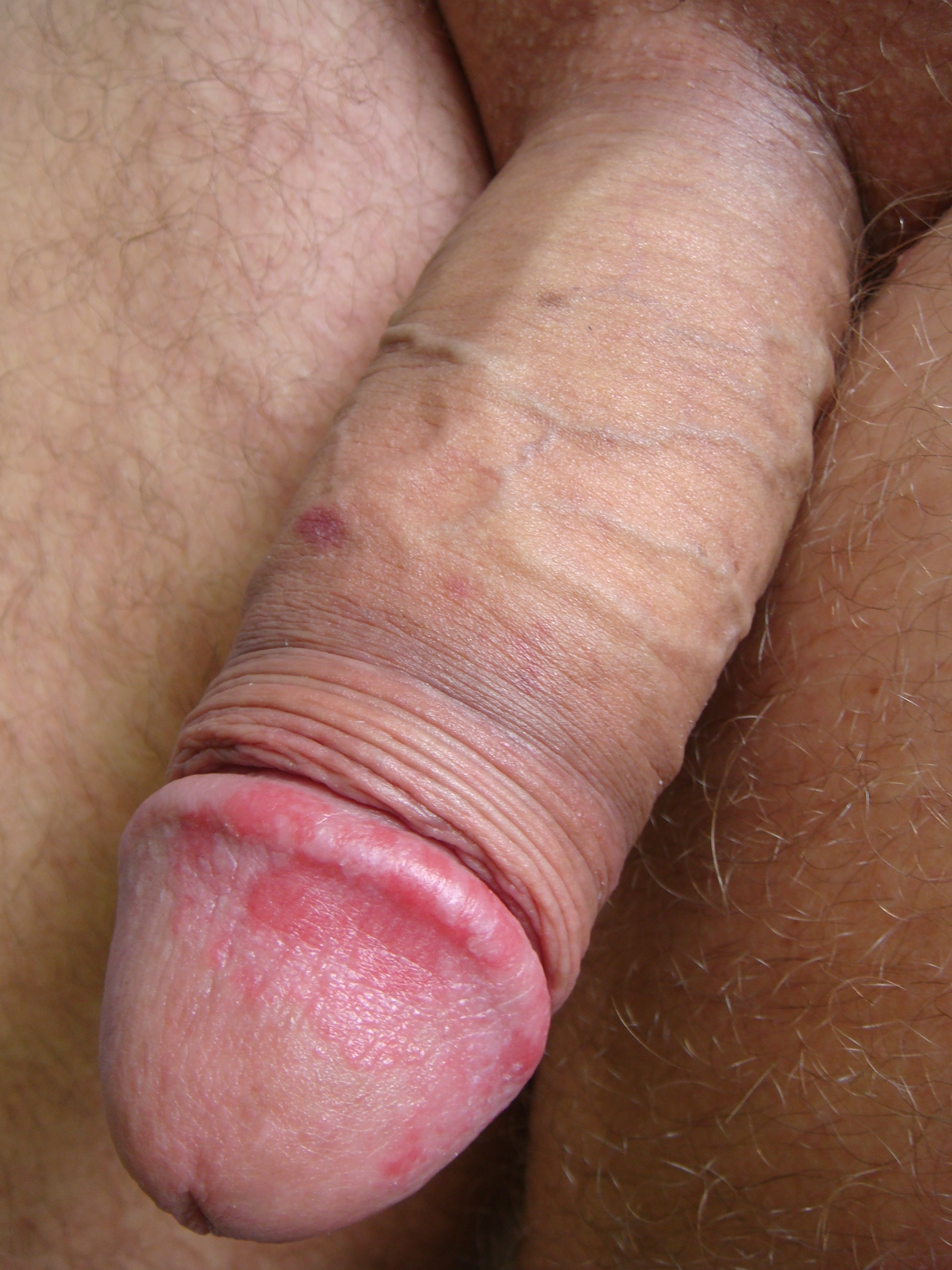
Баланіт — запалення головки статевого члена

Баланіт — це захворювання, яке характеризується запаленням голівки статевого члена. Як правило, запальний процес поширюється і на крайню плоть, у цьому випадку захворювання називається баланопоститом.
Баланіт і баланопостит часто виявляються одночасно і являють собою досить поширені чоловічі захворювання, які можуть розвинутися внаслідок ряду захворювань шкіри (наприклад, псоріазу),  а також в результаті різних травм або подразнень. Такими причинами можуть стати подразнення смегмою, сечею або одягом. Також не менш важливими причинами є бактерії, віруси (наприклад, герпесу), різні хвороби: наприклад, цукровий діабет, уретрит. Важливим аспектом у розвитку цього захворювання є недотримання гігієнічних норм. Сприяти розвитку захворювання може фімоз.
Захворювання може мати як тимчасовий, так і постійний характер. Виникненню баланіта сприяє велика різноманітність факторів і причин.

## Види
За етіологією розрізняють три основних типи:
1. Травматичний (виникає в результаті утворення тріщин, почервонінь і набряків, внаслідок коїтальної або інших травм)
2. Неінфекційний (інколи асептичний, виникає у результаті подразнення від речовин, наприклад смегми, сечі, миючих засобів)
3. Інфекційний

За клінічним перебігом:
- гострий
- хронічний